# Stjernen Hockey
Stjernen ist ein Eishockeyclub aus Fredrikstad, Norwegen und spielt in der höchsten Liga Norwegens, der GET-ligaen. Die Heimspiele des Clubs werden in der Stjernehallen ausgetragen.

## Geschichte
Stjernen wurde 1960 gegründet, als das Juniorenteam The Star in die direkte norwegische Übersetzung Stjernen umbenannt wurde, um den Regeln des Norwegischen Eishockeyverbandes zu entsprechen. Nachdem der Club mehr als zehn Jahre auf einer offenen Eisbahn trainiert und gespielt hatte bzw. Eiszeit beim Lokalrivalen Sparta Warriors mieten musste, erhielt Stjernen 1970 eine eigene Eishalle, die Stjernehallen.
Basierend auf einer guten Nachwuchsförderung und den nun verbesserten Trainingsmöglichkeiten stellte sich bald der Erfolg ein und Stjernen stieg im Ligasystem auf. 1974 erreichte das Team erstmals die erste Liga in der Vereinsgeschichte. Den größten Erfolg der Vereinsgeschichte feierte Stjernen 1981, als die Mannschaft Vålerenga IF mit 2:1 in der Best of Three Serie der Play-offs schlug und damit der erste Verein außerhalb von Oslo wurde, der die Norwegische Meisterschaft gewinnen konnte.
In den 1980er Jahren dominierte Stjernen die Liga mit Spielern wie Ørjan Løvdal, Rune Gulliksen, Hans Edlund, Pål Gjermundsen und später Morten Finstad und dem Kanadier Chris St.Cyr, der Gewinn der Meisterschaft konnte allerdings nur einmal wiederholt werden, als der Verein 1986 Frisk im Finale besiegte.
Auch zu Beginn der 1990er Jahre kämpfte das Team immer wieder mit um den Meistertitel und erreichte 1992 und 1995 das Finale, den Titel errang die Mannschaft jedoch nicht. Am Ende der 1990er Jahre hatte der Club ökonomische Probleme und förderte den Nachwuchs nicht mehr ausreichend, sodass der Club mehrere Mal kurz vor der Insolvenz stand.
In der Spielzeit 2005/06 fruchtete jedoch ein Wiederaufbau-Prozess, als die Mannschaft den zweiten Platz in der Liga belegte und nur knapp das Play-off-Finale verpasste.

## Bekannte ehemalige Spieler
- Martin Kariya
- Ørjan Løvdal
- Rune Gulliksen
- Hans Edlund
- Pål Gjermundsen
- Morten Finstad
- Chris St.Cyr
- Mike Burman
- Peter Lorentzen